# José García Herrera
José Luis García (Manizales, Caldas, Colombia; 11 de junio de 1988) es un exfutbolista colombiano. Jugaba como defensor, en la actualidad es el director técnico de Club Llaneros de la Categoría Primera A de Colombia.

## Trayectoria

### Como jugador

#### Atlético Nacional
Íntegro durante varios años las divisiones menores del Atlético Nacional siendo promovido al equipo profesional en 2011, aunque no llegó a disputar ningún encuentro oficial al estar inscrito en la plantilla profesional ante la Dimayor celebró un título con el onceno verdolaga.

#### Real Santander y Uniautónoma
Tras un convenio entre Nacional y Real Santander paso cedido al equipo santandereano donde lograría su debut profesional en la Categoría Primera B. Estuvo en el club durante tres temporadas, pasando en 2015 a Uniautónoma, donde anotó un gol en 11 partidos, regreso a Real Santander en 2016 pero las repetidas lesiones lo hicieron colgar los botines con apenas 29 años en marzo de 2017. 
En su efímera carrera como jugador llegó a disputar 100 partidos y convirtió 6 goles.

### Como entrenador

#### Real Santander
Al cuadro albiceleste de Santander lo dirigió en 172 oportunidades entre el 20 de diciembre de 2018 y el 3 de enero de 2024.

#### Águilas Doradas
El 4 de enero de 2024, se confirma su llegada al club en calidad de asístete técnico del entrenador Bolillo Gómez.  No obstante, el 28 de marzo de 2024 ante la salida de Gómez queda al mando de la institución como entrenador en propiedad. Luego, el 7 de octubre de 2024 es despedido.

#### Club Llaneros
Para el 9 de marzo de 2025, es confirmado como nuevo entrenador del Club Llaneros en remplazo de Jaime de La Pava.

## Clubes

### Como jugador
| Club                         | Div.          | Temporada     | Liga  | Liga  | Copas | Copas | Internacional | Internacional | Total | Total |
| Club                         | Div.          | Temporada     | Part. | Goles | Part. | Goles | Part.         | Goles         | Part. | Goles |
| ---------------------------- | ------------- | ------------- | ----- | ----- | ----- | ----- | ------------- | ------------- | ----- | ----- |
| Atlético Nacional · Colombia | 1.            | 2011          | 0     | 0     | -     | -     | -             | -             | 0     | 0     |
| Atlético Nacional · Colombia | Total club    | Total club    | 0     | 0     | 0     | 0     | 0             | 0             | 0     | 0     |
| Real Santander · Colombia    | 2.ª           | 2012          | 36    | 1     | 5     | 0     | -             | -             | 41    | 1     |
| Real Santander · Colombia    | 2.ª           | 2013          | 18    | 3     | 6     | 1     | -             | -             | 24    | 4     |
| Real Santander · Colombia    | 2.ª           | 2014          | 8     | 0     | 2     | 0     | -             | -             | 10    | 0     |
| Real Santander · Colombia    | 2.ª           | 2016          | 4     | 0     | 2     | 0     | -             | -             | 6     | 0     |
| Real Santander · Colombia    | 2.ª           | 2017          | 6     | 0     | 2     | 0     | -             | -             | 8     | 0     |
| Real Santander · Colombia    | Total club    | Total club    | 72    | 4     | 17    | 1     | 0             | 0             | 89    | 5     |
| Uniautónoma · Colombia       | 1.ª           | 2015          | 11    | 1     | -     | -     | -             | -             | 11    | 1     |
| Uniautónoma · Colombia       | Total club    | Total club    | 11    | 1     | 0     | 0     | 0             | 0             | 11    | 1     |
| Total carrera                | Total carrera | Total carrera | 83    | 5     | 17    | 1     | 0             | 0             | 100   | 6     |

### Como director deportivo
| Equipo                    | Periodo            | Periodo                 |
| Equipo                    | Desde              | Hasta                   |
| ------------------------- | ------------------ | ----------------------- |
| Real Santander · Colombia | 2 de enero de 2018 | 19 de diciembre de 2018 |

### Como asistente técnico
| Equipo                     | AT de:        | Periodo            | Periodo             |
| Equipo                     | AT de:        | Desde              | Hasta               |
| -------------------------- | ------------- | ------------------ | ------------------- |
| Águilas Doradas · Colombia | Bolillo Gómez | 4 de enero de 2024 | 27 de marzo de 2024 |

### Como entrenador
| Equipo                     | Div.                | Temporada           | Liga | Liga | Liga | Liga |    | Copa | Copa | Copa | Copa |   | Internacional | Internacional | Internacional | Internacional |   | Otros | Otros | Otros | Otros |    | Totales     | Totales | Totales | Totales | Totales | Totales | Totales | Totales |
| Equipo                     | Div.                | Temporada           | PD   | G    | E    | P    | PD | G    | E    | P    | PD   | G | E             | P             | PD            | G             | E | P     | PD    | G     | E     | P  | Rendimiento | GF      | GC      | Dif.    |         |         |         |         |
| -------------------------- | ------------------- | ------------------- | ---- | ---- | ---- | ---- | -- | ---- | ---- | ---- | ---- | - | ------------- | ------------- | ------------- | ------------- | - | ----- | ----- | ----- | ----- | -- | ----------- | ------- | ------- | ------- | ------- | ------- | ------- | ------- |
| Real Santander · Colombia  | 2.ª                 | 2019                | 30   | 7    | 9    | 14   | 8  | 3    | 1    | 4    | -    | - | -             | -             | -             | -             | - | -     | 38    | 10    | 10    | 18 | 35.09%      | 40      | 52      | -12     |         |         |         |         |
| Real Santander · Colombia  | 2.ª                 | 2020                | 16   | 6    | 2    | 8    | 7  | 2    | 5    | 0    | -    | - | -             | -             | -             | -             | - | -     | 23    | 8     | 7     | 8  | 44.92%      | 28      | 30      | -2      |         |         |         |         |
| Real Santander · Colombia  | 2.ª                 | 2021                | 29   | 3    | 12   | 14   | 6  | 4    | 1    | 1    | -    | - | -             | -             | -             | -             | - | -     | 35    | 7     | 13    | 15 | 32.38%      | 40      | 50      | -10     |         |         |         |         |
| Real Santander · Colombia  | 2.ª                 | 2022                | 36   | 9    | 13   | 14   | 6  | 3    | 1    | 2    | -    | - | -             | -             | -             | -             | - | -     | 42    | 12    | 14    | 16 | 39.68%      | 43      | 51      | -8      |         |         |         |         |
| Real Santander · Colombia  | 2.ª                 | 2023                | 32   | 10   | 11   | 11   | 2  | 1    | 0    | 1    | -    | - | -             | -             | -             | -             | - | -     | 34    | 11    | 11    | 12 | 43.13%      | 33      | 35      | -2      |         |         |         |         |
| Real Santander · Colombia  | Total               | Total               | 143  | 35   | 47   | 61   | 29 | 13   | 8    | 8    | 0    | 0 | 0             | 0             | 0             | 0             | 0 | 0     | 172   | 48    | 55    | 69 | 38.57%      | 151     | 183     | -32     |         |         |         |         |
| Águilas Doradas · Colombia | 1.ª                 | 2024                | 16   | 7    | 5    | 4    | 2  | 1    | 0    | 1    | -    | - | -             | -             | -             | -             | - | -     | 18    | 8     | 5     | 5  | 53.7%       | 28      | 21      | +7      |         |         |         |         |
| Águilas Doradas · Colombia | Total               | Total               | 16   | 7    | 5    | 4    | 2  | 1    | 0    | 1    | 0    | 0 | 0             | 0             | 0             | 0             | 0 | 0     | 18    | 8     | 5     | 5  | 53.7%       | 28      | 21      | +7      |         |         |         |         |
| Total en su carrera        | Total en su carrera | Total en su carrera | 159  | 42   | 52   | 65   | 31 | 14   | 8    | 9    | 0    | 0 | 0             | 0             | 0             | 0             | 0 | 0     | 190   | 56    | 60    | 74 | 40%         | 179     | 204     | -25     |         |         |         |         |
| 1. 2. 3.                   |                     |                     |      |      |      |      |    |      |      |      |      |   |               |               |               |               |   |       |       |       |       |    |             |         |         |         |         |         |         |         |

## Palmarés

### Torneos nacionales
| Título          | Club              | País     | Año  |
| --------------- | ----------------- | -------- | ---- |
| Torneo Apertura | Atlético Nacional | Colombia | 2011 |